# Hadodo
Hadodo (Syrisch-Aramäisch: ܚܕܕܐ) ist ein  assyrischer Familienname.
Hadodo bedeutet Schmied im aramäischen Turoyo-Dialekt (Surayt). Der Name Hadodo hat seinen Ursprung im alten Mesopotamien, wie der Name Haddad (Aramäisch: ܚܕܕ oder ܚܕܐܕ).
Personen mit dem Familiennamen Hadodo sind in der Regel  Assyrer aus dem Tur Abdin, im Norden Mesopotamiens.

## Namensträger
- Naim Mikhail Hadodo, assyrischer Politiker, Präsident des Mesopotamia National Councils (Mawtbo Umthoyo d’Bethnahrin)
- Ignatius Habib Hadodo (geboren 1623), Syrisch-Orthodoxer Patriarch des Tur Abdins (1674–1707)